# Manuel Jesús Carrasco Terriza
Manuel Jesús Carrasco Terriza  (Bollullos Par del Condado, provincia de Huelva, 1947) es un sacerdote español e historiador del patrimonio.
Doctor en Historia del Arte y Doctor en Teología. Canónigo de la S. I. Catedral de Huelva. Es Académico de Número de la Academia de Ciencias, Artes y Letras de Huelva, Académico Correspondiente de la Real Academia de Bellas Artes de San Fernando de Madrid, y Académico Correspondiente de la Real Academia de Bellas Artes de Santa Isabel de Hungría de Sevilla. Ha sido Profesor de Historia de la Iglesia, Patrología, Arte y Patrimonio en el Seminario Mayor de Huelva.
Fue ordenado sacerdote por Monseñor González Moralejo el 5 de septiembre de 1971.  El 18 de enero de 2022, el Santo Padre Francisco le nombró Capellán de Su Santidad, distinción pontificia, solicitada por el obispo de Huelva, el Excmo. y Rvdmo. Sr Rafael González Moralejo, que lleva aneja el tratamiento de monseñor. 
Ha tenido particular participación como Coordinador Adjunto de los Congresos Internacionales Mariológico y Mariano (1992) y en la de la Visita Apostólica de San Juan Pablo II a la Diócesis en 1993.
En la actualidad ocupa los cargos de director del Secretariado Diocesano de Patrimonio Cultural del Obispado de Huelva , y archivero diocesano.

## Cargos y actividades[3]
- Presbítero.
- Delegado Diocesano de Patrimonio Cultural,.
- Capellán de la iglesia de Santa María de Gracia, y del Colegio de MM. Agustinas, Huelva.
- Capellán de Su Santidad.
- Académico de Número de la Academia de Ciencias, Artes y Letras de Huelva.
- Académico Correspondiente de la Real Academia de Bellas Artes de San Fernando.
- Académico Correspondiente de la Real Academia de Bellas Artes de Santa Isabel de Hungría.
- Miembro de la Sociedad Mariológica Española

## Obras

### Libros
- Historia y teología de los títulos Rocío y Blanca Paloma, Huelva, Diputación de Huelva, Servicio de Cultura, 2021. 300 págs. ISBN 978-84-8163-619-2
- El Santuario del Rocío, Almonte, Hermandad Matriz de Ntra. Sra. del Rocío, 2009. 130 págs.; 74 fotografías.
- La Iglesia Mayor de San Pedro de Huelva: Historia de su fábrica. Diputación Provincial, Huelva (2007) ISBN 978-84-8163-436-5
- Guía artística de Huelva y su Provincia. (Obra colectiva con González Gómez, J.M. & Oliver Carlos, A. & Pleguezuelo Hernández, A. & Sánchez Sánchez, J.M.), (2006), Fundación José Manuel Lara (ISBN 84-86556-19-0) & Diputación de Huelva. ISBN 84-8163-295-X.
- Jan van Hemessen y el retablo del Salvador de Ayamonte. Discurso de recepción como Académico Numerario de la Academia de Ciencias, Artes y Letras de Huelva, Huelva, Academia de Ciencias, Artes y Letras, 2003, 129 págs. ISBN 84-933405-0-2.
- La escultura del crucificado en la tierra llana de Huelva. Diputación Provincial de Huelva (2000) ISBN 84-8163-217-1
- con Juan Miguel GONZÁLEZ GÓMEZ, Catálogo monumental de la provincia de Huelva, t. I, Huelva, Universidad de Huelva, 1999, 396 págs. ISBN 84-88751-34-6 / 84-88751-70-2.
- con Juan Miguel GONZÁLEZ GÓMEZ, Catálogo monumental de la provincia de Huelva, t. II, Huelva, Servicio de Publicaciones Universidad de Huelva, 2009. ISBN 84-88751-34-6. Vol. II: 978-84-96826-44-1. 404 págs.; 306 fotografías; 14 planos.
- Edición y Estudio preliminar a AMADOR DE LOS RÍOS, Rodrigo, Catálogo de los Monumentos Históricos y Artísticos de la Provincia de Huelva. Madrid 1908. Diputación Provincial. Huelva, 1998, págs. 9-73. ISBN 84-8163-137-X
- Andalucía y América en el siglo XX: Una escultura de León Ortega en Stamford, USA, págs. 269-274. (1986), Universidad de Sta. Maria de la Rábida, ISBN 84-00-06794-0.
- Escultura mariana onubense: historia-arte-iconografía. Instituto de Estudios Onubenses "Padre Marchena" (1981) ISBN 84-85268-87-3

### Capítulos de libros
- CARRASCO TERRIZA Manuel Jesús (Coordinador), Ismael BENGOECHEA IZAGUIRRE, Manuel MORENO VALERO, José Luis REPETTO BETES y Carlos ROS CARBALLAR. Guía para visitar los Santuarios Marianos de Andalucía Occidental. Volumen 12 de la serie María en los Pueblos de España, Edic. Encuentro, Madrid, 1992, 480 págs. Capítulo: Diócesis de Huelva, págs. 187-290. ISBN 84-7490-289-4
- Patrimonio histórico-artístico de la iglesia parroquial de San Juan Bautista (ss. XVI-XX), en Cinco siglos de historia de la villa de San Juan del Puerto (1468-1992). De la tradición marítima al proceso de industrialización. Dir. David GONZÁLEZ CRUZ. Impr. Beltrán, San Juan del Puerto (Huelva), 1992, págs. 353-395. ISBN 84-606-0701-1
- Amador de los Ríos y la historiografía onubense, en PÉREZ-EMBID WAMBA, Javier, Dir., Historia e historiadores sobre Huelva. Premio Diego Díaz Hierro de Investigación 1996, Huelva, Ayuntamiento, 1997, págs. 275-308. ISBN 84-88267-02-9.
- Rocío de Vida. Programa iconográfico del retablo de Nuestra Señora del Rocío, en El escultor Manuel Carmona y el retablo de la Virgen del Rocío, Catálogo de la exposición, Sevilla, Caja San Fernando, septiembre-octubre de 1998, págs. 27-60.
- «La Diócesis de Huelva (1953-1993)», en Historia de las diócesis españolas. 10. Iglesias de Sevilla, Huelva, Jerez y Cádiz y Ceuta. Madrid-Córdoba, Biblioteca de Autores Cristianos - Servicio de Publicaciones de Cajasur, 2002, págs. 531-571. ISBN 84-7914-621-4.
- Carrasco Ferreira, Fernando, en Diccionario Biográfico Español, Real Academia de la Historia, t. XI, págs. 616-617. ISBN 978-84-96849-67-9